# Zagrebački neboderi
Prvi neboder bio je tzv. Neboder u Ilici br. 1, odmah kod Trga bana Josipa Jelačića, građen od 1956. do 1959. (16 katova, renoviran 2007.).
Zagreb ima nekoliko poslovnih nebodera i mnogo stambenih nebodera, od kojih je nekolicina značajna za panoramu grada (navedeno je nekoliko najpoznatijih, abecednim redom):
- Cibonin toranj
- Eurotower
- HOTO business tower
- Chromosov neboder
- Mamutica
- Poslovni centar Strojarska
- Sky Office Tower
- Vjesnikov neboder
- Zagrebtower
- Zagrepčanka
- Zagrebački plavi

## Galerija
- Cibonin toranj
- Eurotower
- HOTO business tower
- Ilički neboder
- Zagrepčanka
- Poslovni centar Strojarska

## Vanjske poveznice
|  | Zajednički poslužitelj ima još gradiva o temi Zagrebački neboderi |